# سیمون وراتسیان
سیمون وراتسیان (ارمنی: Սիմոն Վրացեան؛ ۱۸۸۲ – ۲۱ مه ۱۹۶۹) یک سیاست‌مدار اهل ارمنستان بود. وی در اولین جمهوری ارمنستان همزمان چندین وزارت را عهده‌دار بود. پس از انجام تحصیلات در مدارس ارمنستان و روسیه به حزب فدراسیون انقلابی ارمنی پیوست. وی تحصیلات تکمیلی خویش را در بین سال‌های ۱۹۰۰ تا ۱۹۰۶ در در مدرسه دینی گئورگیان در اچمیادزین انجام داد.

## زندگی‌نامه
سیمون وراتسیان در ۱۸۸۲م در روستای سالای بزرگ، از توابع نخجوان نو، در منطقهٔ ارمنی نشین شمال غربی دریای سیاه متولد شد. تحصیلات ابتدایی و متوسطه را در همان شهر به پایان رساند. در سال های۱۹۰۰–۱۹۰۶م در مدرسهٔ عالی گئورکیان، وابسته به کلیسای جامع اجمیادزین و سپس، در دانشکده‌های حقوق و علوم تربیتی سن پترزبورگ تحصیل کرد. در۱۹۰۶م، به فعالیت‌های انقلابی روی آورد و دست به کار تهیهٔ سلاح و ارسال آن برای جوخه‌های فدائیان ارمنی در ارمنستان غربی (شرق ترکیه) شد. در۱۹۰۷م، در گردهمایی چهارم حزب داشناکسوتیون در وین شرکت کرد.

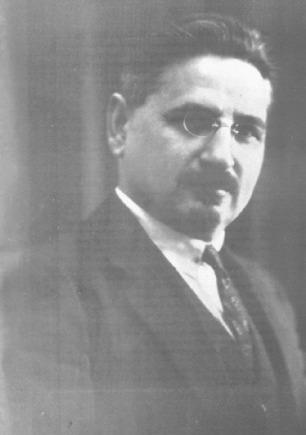

در ۱۹۱۰م، مجموعه مقالاتی را از نویسندگان مختلف ارمنی با عنوان هاسک[۱۵] در مسکو منتشر ساخت که پلیس تزاری کلیهٔ نسخه‌های آن را ضبط کرد و او برای اینکه بازداشت نشود راهی باتومی، سپس طرابوزان و استانبول شد. در این سال‌ها به تدریس و سردبیری چند نشریه مختلف پرداخت. در ۱۹۱۱–۱۹۱۳م، در بوستون انتشار روزنامهٔ معتبر هایرنیک را بر عهده گرفت. در سال‌های جنگ جهانی اول، به تفلیس برگشت و در تشکیل گردان‌های رزمی داوطلب ارمنی مشارکت کرد. پس از انقلاب فوریهٔ ۱۹۱۷م در تفلیس روزنامهٔ هوریزون را منتشر ساخت.
در ۱۹۱۸م، به عضویت شورای ملل ماورای قفقاز (سِیم) و سپس، در ۱۹۱۹م، به عضویت شورای مرکزی حزب داشناکسوتیون درآمد. همچنین، در ۱۹۱۸م همراه با هیئت اعزامی دولت موقت قفقاز در مذاکرات صلح بین ترکیه و ماورای قفقاز در شهر باتومی شرکت کرد.
پس از اعلام استقلال ارمنستان، در ۱۹۱۸م مدیر هیئت سیاسی وابسته به ارتش داوطلبان روسیهٔ جنوبی شد. پس از آن به نمایندگی مجلس ارمنستان انتخاب شد. در دولت هامو اوهانجانیان، سومین نخست‌وزیر جمهوری ارمنستان، در سمت وزیر کشاورزی و وزیر کار به فعالیت پرداخت.
در واپسین روزهای طوفانی اولین جمهوری مستقل ارمنستان، چهارمین نخست‌وزیری بود که مأمور تشکیل دولت شد. پس از اشغال جمهوری ارمنستان به دست ارتش سرخ در چهارچوب کمیتهٔ نجات میهن فعالیت‌های چشمگیری داشت و شورش مردمی ۱۸فوریهٔ ۱۹۲۱م را در ایروان رهبری کرد. وی توانست به مدت یک ماه و نیم کشور را از یوغ حکومت بلشویک‌ها رها سازد.
پس از شکست شورش ۱۸فوریهٔ ۱۹۲۱م، در آوریل همان سال رهسپار ایران و سپس، فرانسه شد و بقیهٔ عمر خود را در فرانسه، ایالات متحده و لبنان وقف فعالیت‌های سیاسی کرد.
در ۱۹۴۵م، در مقام رئیس شورای ملی ارمنیان، در مورد بی عدالتی تاریخی ای، که در قبال ملت ارمنی به وقوع پیوسته بود، نامه ای به کشورهای مؤسس سازمان ملل متحد در سانفرانسیسکو ارائه داد. وراتسیان از ۱۹۵۱م تا پایان عمر مدیریت کالج ارمنی نشان پالانجیان در بیروت را به عهده داشت. وی در ۱۹۶۹م در آمریکا درگذشت.